# Théorie du regret
La théorie du regret ou de l'aversion au regret ou du regret anticipé est un modèle de théorie économique développé simultanément en 1982 par Graham Loomes et Robert Sugden, David E. Bell, et Peter C. Fishburn. Elle permet de développer des modèles de choix  dans un  contexte d'incertitude qui tiennent compte des effets anticipés du regret. Cette théorie a par la suite été développée par d'autres auteurs.
Elle incorpore un terme regret dans la fonction d'utilité qui dépend négativement du produit obtenu et positivement du meilleur produit alternatif l'incertitude étant donnée. Ce terme regret est usuellement une fonction croissante, continue et non négative. Ce type de préférence viole toujours,la relation stricte de transitivité au sens traditionnel, même s'il satisfait une version plus faible de la transitivité.
La théorie du regret suppose que les individus anticipent et incorporent dans leur choix, leur désir d'éliminer ou de réduire la possibilité de regret. Le regret est une émotion négative  avec de fortes implications en termes de réputation  et d'intégration sociale. Les individus lorsqu'ils doivent prendre une décision dans un cas incertain où l'information sur la meilleure décision arrive après la prise de décision sont souvent confrontés au regret. L'anticipation consciente du regret crée un feed-back qui permet de l'intégrer dans le cas de la théorie rationnelle du choix social tel qu'il existe dans la théorie de la décision.